# Marie Louise Habets
Marie Louise Habets (14 de enero de 1905-28 de mayo de 1986) fue una enfermera y ex religiosa belga cuya vida fue novelada como la Hermana Luke (Gabrielle van der Mal) en The Nun's Story, un exitoso libro de 1956 de la autora estadounidense Kathryn Hulme. La actriz belga Audrey Hepburn interpretó a Gabrielle van der Mal en la película de Fred Zinnemann, The Nun's Story (1959), y fue nominada al Oscar a la Mejor Actriz.

## Biografía
Habets nació en Flandes Occidental en enero de 1905. En 1926 ingresó en las Hermanas de la Caridad de Jesús y María, una orden religiosa de clausura que cuidaba a los enfermos y pobres dentro de su claustro. Fue admitida en su convento en Molenaarstraat en Gante, y entonces tomó el nombre religioso de Hermana Xaverine.
En 1933, fue enviada al hospital de la misión en el Congo Belga que su congregación atendía para el gobierno colonial. Contrajo tuberculosis y regresó a su país natal en el verano de 1939, poco antes del comienzo de la Segunda Guerra Mundial y la posterior invasión alemana de Bélgica. Su padre fue asesinado poco después, lo que provocó que la hermana Xaverine desarrollara tal odio hacia los alemanes que se unió a la Resistencia belga. Llegó a sentir que no podía obedecer los dictados de su fe para obtener el perdón y solicitó a la Santa Sede la dispensa de sus votos religiosos, una petición muy poco frecuente en su época. Finalmente se la concedieron, y abandonó la congregación el 16 de agosto de 1944 en su convento de Uccle.
Habets se instaló en Amberes, que fue liberada por las fuerzas aliadas unas semanas más tarde. Se unió a una unidad británica de primeros auxilios que atendía a los soldados heridos mientras luchaban en la Batalla de las Ardenas. Estuvo presente en Amberes cuando las fuerzas alemanas bombardearon masivamente la ciudad poco después de su liberación, matando y mutilando a unas 10.000 personas. Tras el fin de la guerra en Europa, fue enviada a Alemania para ayudar a cuidar a sus compatriotas belgas encarcelados en campos de concentración.
La autobiografía de 1966 de Kathryn Hulme, Undiscovered Country, describe su primer encuentro con Habets en 1945. Ambas eran voluntarias de la Administración de las Naciones Unidas para el Auxilio y la Rehabilitación (UNRRA), un proyecto internacional de reasentamiento de refugiados y otras personas desplazadas por la guerra. Hulme cuenta que, en un campo de entrenamiento del norte de Francia, se dio cuenta de que una mujer belga pasaba la mayor parte del tiempo dormida. Incluso cuando estaba despierta, la enfermera se mostraba taciturna, solitaria y preocupada, casi asocial. Con el tiempo, sin embargo, la enfermera belga se reveló como una trabajadora diligente, una buena amiga y una mujer con un secreto: acababa de abandonar el convento tras 17 años de lucha con sus votos. Se sentía agobiada y deprimida por una profunda sensación de fracaso.
La escritora británica Zoe Fairbairns retomó la historia con un artículo, The Nun's True Story, y una obra de radio, The Belgian Nurse, emitida por la BBC en 2007. Ambos muestran cómo la vida de Habets se convirtió en el best seller de Hulme, y cómo las dos mujeres se hicieron amigas y compartieron una casa durante casi 40 años. Sus vidas paralelas se exploran en "La monja y el cocodrilo: Las historias dentro de la historia de la monja", una ponencia presentada por Debra Campbell en la sección Mujeres y Religión de la Reunión Anual de la Academia Americana de Religión el 21 de noviembre de 2004.

## Documentos de Hulme
Se pueden encontrar documentos relacionados con Habets entre los documentos de Kathryn Hulme que se conservan en la Biblioteca Beinecke de la Universidad de Yale en los Estados Unidos.
Entre ellos se incluye un informe de Habets sobre un transporte de repatriación desde el campo de reasentamiento de personas desplazadas en Wildflecken, Baviera, que partió hacia Polonia el 30 de abril de 1946. El informe está escrito en inglés, idioma que Habets no hablaba con fluidez en aquel momento; probablemente fue traducido por Hulme. Leído en conjunto con el Capítulo 14 de Undiscovered Country, muestra el gran valor que Hulme, una estadounidense que no había vivido bajo la ocupación enemiga, le daba al conocimiento de primera mano, la experiencia y los poderes de observación de su colega belga. También hay un informe de Habets sobre el cuidado de pacientes con tuberculosis en Wildflecken.

## Vida posterior
A finales de 1948, Habets fue ascendida a Enfermera Jefe de Área por la Organización Internacional de Refugiados de las Naciones Unidas. Después de continuar ayudando a personas desplazadas durante los siguientes años, decidió que no deseaba volver a vivir en su país natal y solicitó una visa estadounidense. Hulme fue su patrocinadora en esto y la visa le fue concedida. Después de una última visita con su familia, Habets y Hulme navegaron desde Amberes a los Estados Unidos en el SS Noordam, llegando a la ciudad de Nueva York en febrero de 1951. Inicialmente se establecieron en Arizona, donde trabajó como enfermera en un hospital que atendía al pueblo Navajo. Más tarde se mudaron a California, donde ella cuidó de Audrey Hepburn después de un accidente de equitación que ocurrió durante el rodaje de Los imperdonables. 
En 1960, Hulme y Habets se mudaron a la isla hawaiana de Kauai, donde Hulme continuó escribiendo, con el apoyo y la asistencia de Habets. Cultivaban frutas tropicales, criaban perros, montaban a caballo, tenían amigos que se quedaban con ellas, daban charlas y socializaban entre otros expatriados de Kauai. Siguieron siendo católicas y Hulme continuó su participación en el trabajo del místico GI Gurdjieff. Habets trabajó como enfermera, aunque principalmente de manera privada para amigos. Hulme y Habets viajaron mucho, a veces juntas, a veces independientemente.

## Muerte y legado
Habets murió en mayo de 1986, cinco años después de Hulme. Habiendo heredado su patrimonio literario, Habets, en su propio testamento, lo dividió entre miembros de su propia familia, miembros de la familia de Hulme y seis hermanas, cuyo paradero no se puede rastrear. La confusión resultante hace que no quede claro quién posee los derechos y quién puede conceder permisos. Esta es probablemente la razón por la que La historia de la monja, junto con otros libros de Hulme, sigue fuera de catálogo.[cita requerida]